# シクロメデューサ

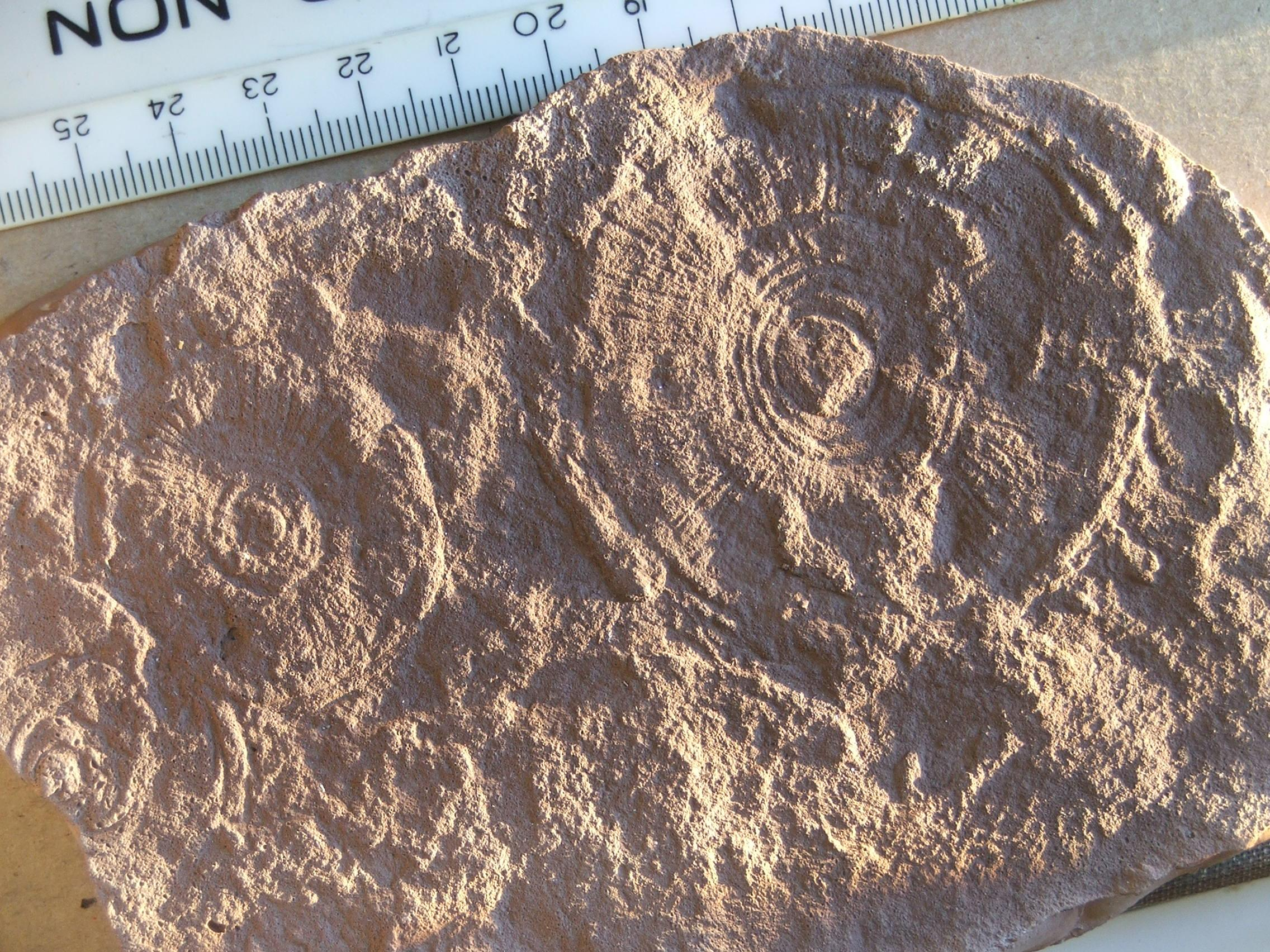
シクロメデューサの化石

シクロメデューサ (Cyclomedusa、キクロメデューサとも) は、先カンブリア時代エディアカラ紀に繁栄したエディアカラ生物群に含まれる生物の一種。円形で表面に同心円・放射状の構造を持ち、クラゲのような外形で、動物にも植物にも属さない、特異な生物と考えられている。クラゲの化石では円周側の筋肉が収縮したためにできた同心円状の構造と、中心部に消化管（この生物は消化管が外にあるという形質を持つ）の痕跡が放射状に見られるが、シクロメデューサの化石にはそれが伺われないことがクラゲとの違いとして挙げられる。
また、中央部に隆起があることから、チャルニアやカルニオディスクスといった生物の付着盤であるとする説もある。